# 2067
2067 (ММLXVII) е обикновена година, започваща в събота според Григорианския календар. Тя е 2067-ата година от новата ера, шестдесет и осмата от третото хилядолетие и осмата от 2060-те.